# Al-Dżi’a
Al-Dżi’a (arab. الجيعة) – miejscowość w Syrii, w muhafazie Dajr az-Zaur. W 2004 roku liczyła 2561 mieszkańców.